# Liste von Hip-Hop-Musikern der Schweiz
Die Liste Hip-Hop-Musiker der Schweiz umfasst bekannte Rapper, Hip-Hop-MCs, Hip-Hop-Sänger, Hip-Hop-DJs, Beatboxer und Hip-Hop-Produzenten, die in Schweiz leben oder in der Schweiz ihre Karriere gestartet haben. Es wird zwischen Solokünstlern und Gruppen unterschieden.

## Solokünstler
|   | Künstlername                                    | Bürgerlicher Name               | Mitgliedschaft in Bands              | Lebensdaten   | Herkunft                |
| - | ----------------------------------------------- | ------------------------------- | ------------------------------------ | ------------- | ----------------------- |
| ? | Ali                                             | Ali Haydar Cetin                | L.A.S.                               | 1992          | Chur                    |
| ? | Bandit                                          | Patrick Mitidieri               | Luut & Tüütli                        | 1975          | Bilten                  |
|   | Baze                                            | Basil Anliker                   | Chlyklass                            | Apr. 1980     | Bern                    |
| ? | Ben Whale                                       | Nicolas Benjamin Walpoth        |                                      | 21. Aug. 1993 | Bern                    |
| ? | Big Zis                                         | Franziska Schläpfer             |                                      | 1. Mai 1976   | Winterthur              |
| ? | Black Tiger                                     | Urs Bauer                       |                                      | 1972          | Basel                   |
|   | Bligg                                           | Marco Bliggensdorfer            | Blay                                 | 30. Sep. 1976 | Zürich                  |
| ? | Cano Millano                                    | Cano Millano                    |                                      | 1. Juli 1991  | Baden AG                |
| ? | Carlos Leal                                     | Carlos Leal                     |                                      | 9. Juli 1969  | Lausanne                |
| ? | CBN                                             | Sinan Stäheli                   |                                      | 1987          | St. Gallen              |
| ? | Chandro                                         | Nicolas Bisig                   | Möchtegang                           |               | Baar                    |
| ? | Cigi                                            | Salvatore Ciccone               |                                      | 8. Mai 1975   | Schiers                 |
| ? | Claud                                           | Claudio Bucher                  | Sektion Kuchikäschtli                | 1980          | St. Gallen              |
| ? | C.mEE                                           | Simon Kessler                   |                                      | 1990          | Kanton Schwyz           |
| ? | Damos                                           | José Federspiel                 | Oschtblock Kuabuaba                  | 9. Sep. 1977  | Chur                    |
| ? | Daniel Ryser                                    | Daniel Ryser                    |                                      | 1. Nov. 1979  | Chur                    |
|   | Def Cut                                         | Goran Bacic                     |                                      | 21. Okt. 1977 | Basel                   |
| ? | Dezmond Dez                                     | Cyril Bucher                    |                                      | 1980          | Bern                    |
| ? | Diens, Dienson                                  | Etienne Marti                   | Chlyklass                            | 1978          | Bern                    |
|   | DJ Ace                                          | Arsal Çağlar                    |                                      | 1974          | Zürich                  |
|   | DJ BoBo                                         | René Peter Baumann              |                                      | 5. Jan. 1968  | Kölliken                |
| ? | Eaz                                             | Arber Rama                      |                                      | 26. Sep. 1993 | Wetzikon                |
| ? | E.K.R.                                          | Thomas Bollinger                |                                      | 1970          | Baden AG                |
| ? | Endzone                                         |                                 |                                      |               |                         |
|   | EZY                                             | Can Ayaz                        |                                      | 14. Juli 1992 | Tunceli, Türkei         |
|   | Fabian Kauter                                   | Fabian Kauter                   | 6er Gascho                           | 22. Sep. 1985 | Bern                    |
|   | FNX                                             | Luiz Fernando Farias de Almeida |                                      | 14. Nov. 1989 | Ananindeua, Brasilien   |
| ? | Freezy                                          | Remo Hunziker                   |                                      | 13. März 1993 | Uster                   |
| ? | Gimma, DJ Ammig, Partydiktator, Fabrizio Risiko | Gian-Marco Schmid               | Oschtblock Kuabuaba                  | 5. März 1980  | Chur                    |
|   | Gino Clavuot, Snook                             | Gino Clavuot                    | Cammillionerz                        | 20. Apr. 1985 | Scuol                   |
|   | Greis                                           | Grégoire Vuilleumier            | Chlyklass, PVP                       | 3. Apr. 1978  | Lausanne                |
| ? | Griot, Mory                                     | Mory Kondé                      |                                      |               | Binningen               |
| ? | Hyphen                                          | Claudio Candinas                | Breitbild                            | 22. Jan. 1984 | Chur                    |
|   | Johner                                          | Manuel Johner                   |                                      | 2. März 1986  | Zürich                  |
| ? | Jürg Halter                                     | Jürg Halter                     |                                      | 23. Juni 1980 | Bern                    |
|   | Knackeboul                                      | David Lukas Kohler              | Mundartisten                         | 2. Mai 1982   | Langenthal              |
|   | KT Gorique                                      | Caterina Akissi Amenan Mafrici  |                                      | 1991          | Abidjan, Elfenbeinküste |
| ? | Kush Karisma                                    | Fabian Pöpelt                   |                                      | 20. Apr. 1987 | Basel                   |
| ? | La Nefara                                       | Jennifer Perez                  | Wortschatz los Dados                 | 17. Nov. 1988 | Dominikanische Republik |
|   | Larry F                                         | Lars Badertscher                | X-Chaibä                             |               |                         |
| ? | Laurin Buser                                    | Laurin Buser                    | Zum Goldenen Schmied                 | 1991          | Muttenz                 |
| ? | LCone                                           | Livio Carlin                    |                                      | 1994          | Rothenburg LU           |
| ? | Les                                             | Alessio Lombardi                |                                      | 16. Aug. 1992 | Aarau                   |
| ? | Lexx                                            | Alexander Storrer               |                                      | 1972          | Zürich                  |
| ? | Lirik                                           | Lirikos Dermaku                 |                                      | 20. Apr. 1991 | Ljubljana, Slowenien    |
| ? | Loco Escrito                                    | Nicolas Herzig                  |                                      | 27. Jan. 1990 | Medellín, Kolumbien     |
|   | Loredana                                        | Loredana Zefi                   |                                      | 1. Sep. 1995  | Luzern                  |
| ? | Lou Geniuz                                      | Luigi Zarra                     | Oschtblock Kuabuaba                  | 9. März 1977  |                         |
|   | Lügner                                          | Sascha Rossier                  | Paar@Ohrä, Mamanatua                 | 8. Nov. 1973  | Dielsdorf               |
| ? | Maestro, Don Maestro                            | Marco Imbimbo                   |                                      | 1997          | Kloten                  |
| ? | Mc Hero                                         | Semir Coralic                   |                                      | 15. Nov. 1991 | Zürich                  |
| ? | Manillio                                        | Manuel Liniger                  |                                      | 14. Mai 1987  | Frauenfeld              |
| ? | Milchmaa                                        | Goran Vulović                   |                                      | 1984          |                         |
| ? | Mimiks                                          | Angel Egli                      | Drunken Picasso                      | 17. Dez. 1991 | Luzern                  |
| ? | Monet192                                        | Karim Russo                     |                                      | 1997          | St. Gallen              |
|   | Nativ                                           | Thierry Gnahoré                 | Saviours of Soul, Psycho ’n’ Odds:   | 1993          | Niederscherli           |
|   | Nemo                                            | Nemo Mettler                    |                                      | 3. Aug. 1999  | Biel                    |
|   | NIZA                                            | Olak Grütter                    |                                      | 17. Sep. 1992 |                         |
| ? | Nya                                             |                                 | Real Audio Warfare, Silent Majority  | 1970          |                         |
|   | OZ                                              | Ozan Yıldırım                   |                                      | 11. Jan. 1992 | Wattwil                 |
|   | Patrick Miller                                  | Patrick Mohamed Müller          |                                      | 1. Juli 1980  | Schupfart               |
| ? | Phenomden                                       | Dennis Furrer                   | Hillside Posse.                      | 18. Juli 1980 | Adliswil                |
| ? | P. Moos                                         | Phillip Moos                    | Gleiszwei                            |               | Zürich                  |
| ? | Pronto, Pronto Dinero                           | Senyo Mensah                    |                                      | 1993          |                         |
| ? | Pyro                                            | Daniel kern                     |                                      | 1981          | Basel                   |
| ? | Radical                                         | Peter Baumgartner               | Trick77                              | 9. Sep. 1981  | Glarus                  |
|   | Raphael Urweider                                | Raphael Urweider                | L'Deep                               | 5. Nov. 1974  | Bern                    |
| ? | Red Gee                                         |                                 | Posse 8513, Be4Real                  |               | Basel                   |
| ? | Ruff                                            | Raffaele de Pasquale            |                                      | 13. März 1986 | Uster                   |
| ? | Samurai, Sam Oibel 1.                           | Samora Bazarrabusa              | Oibel Troibel                        |               | Zürich                  |
| ? | Semantik                                        | Sergej Tratar Baamonde          | Defstar, Cave Canem                  |               | Zürich                  |
| ? | Serej                                           | Cedric Marti                    | Wurzel 5, Chlyklass                  | 20. Apr. 1977 | Bern                    |
| ? | Shape                                           | Emanuele DeCaro                 | AOH-Family, Wrecked Mob, Dynamic Duo |               |                         |
| ? | Sherry-Ou                                       | Jeremias Ganzoni                |                                      | 1991          | Basel                   |
| ? | Siko                                            | Amine Belkarda                  |                                      | 1988          | Winterthur              |
| ? | Skor                                            | Daniel Bachmann                 | Linktiim, MDMA, Temple of Speed      |               | Horgen                  |
| ? | Spooman                                         | Jakob Felix                     | AOH-Family, Wrecked Mob, Dynamic Duo | 13. Apr. 1974 | Chur                    |
| ? | Steff la Cheffe                                 | Stefanie Peter                  |                                      | 4. Apr. 1987  | Bern                    |
|   | Stress, Billy Bear                              | Andres Andrekson                | Double Pact,                         | 25. Juli 1977 | Tallinn, Estland        |
| ? | Sulaya                                          | Thomas Zolliker                 | SHS-Crew                             | 26. Jan. 1982 | Schaffhausen            |
| ? | Tommy Vercetti                                  | Simon Küffer                    | MU-Posse, Eldorado FM                | 1981          | Bern                    |
| ? | Tumen                                           | Tanju Solinas                   |                                      | 14. Feb. 1992 | Wädenswil               |
|   | Visu                                            | Vincenz Suter                   |                                      | 31. Aug. 1995 | Beromünster             |
|   | Webba                                           | Pascal Weber                    | Krümelmonstaz, Tschuggr              | 26. März 1988 | Bern                    |
| ? | Wicht                                           | Gavin Rust                      |                                      | 29. Juni 1981 | Thalwil                 |
| ? | Xellen7                                         | Leandro Teixeira                |                                      | 1. Feb. 1992  | Zürich-Altstetten       |
| ? | Xen                                             | Shkelzen Kastrati               |                                      | 3. Apr. 1990  | Zürich                  |
| ? | Zitral                                          | Fabio DiProfio                  |                                      |               | Birsfelden              |
| ? | Zora                                            | Bianca Angela Litscher          |                                      | 17. Okt. 1974 | Luzern                  |

## Gruppen
|   | Name                      | Aktuelle Mitglieder                                                                      | Ehemalige Mitglieder          | Gründung               | Auflösung |
| - | ------------------------- | ---------------------------------------------------------------------------------------- | ----------------------------- | ---------------------- | --------- |
| ? | 3Pol                      | Acht (Alan Ganguillet) Keyser (Don Tuggener) Bassmeister Lou (Lukas Japp)                |                               | 2002                   |           |
| ? | 6er Gascho                | Nestor, Yuri, Tesor, Bowser, Jones, Lorenzo                                              |                               | 2000                   |           |
| ? | Amici del Rap             | Mirco Melone, Dichter                                                                    |                               | 2002                   |           |
| ? | Blay                      | Bligg, Marc Sway                                                                         |                               | 2020                   |           |
| ? | Brandhärd                 | Johnny Holiday, Fetch, Fierce                                                            |                               | 1997                   |           |
| ? | Breitbild                 | Phlegma, Valim, Thom, Hyphen, DJ Jäger                                                   |                               | 1999                   |           |
| ? | Chaostruppe               | mehr als 15 Personen                                                                     |                               | 2014                   |           |
|   | Chlyklass                 | PVP, Wurzel 5, Baze                                                                      |                               | 1998                   |           |
| ? | DJ Sweap & DJ Pfund 500   | DJ Sweap und DJ Pfund 500                                                                |                               | 2006                   |           |
| ? | Double Pact               | Stress, Yvan, Nega                                                                       |                               | 1995                   | 2006      |
| ? | Doppelganger              | Dominik Jud, Thomas Gassmann                                                             |                               | 1999                   |           |
| ? | Eldorado FM               | Dezmond Dez, Tommy Vercetti, CBN, Manillio                                               |                               | 2008                   |           |
| ? | Fischermätteli Hood Gäng  | Migo, Iroas, Pit, Lance Trance                                                           |                               | 2013                   |           |
| ? | Fratelli-B                | Flap, Chandro                                                                            |                               | 2005                   |           |
| ? | Gleiszwei                 | P. Moos, Mardn One, DJ Abe, Tibner97, DJ N.D.                                            | Martene                       | 1992                   |           |
| ? | Kaiser & Dimitri, Hobbitz | Kaiser & Dimitri                                                                         |                               | 1996 als Hobbitz, 2014 | 2002      |
| ? | LDDC                      | G-RaZ, Loco Escrito, Third Eye                                                           |                               | 2004                   |           |
| ? | L Loko x Drini            | L Loko & Drini                                                                           |                               | 2015                   |           |
| ? | Liricas Analas            | Flepp, Orange, Jusht, Suivez                                                             | Spoon, PDDP, Flepp, DJ Ginson | 1999                   | 2022      |
|   | Lo & Leduc, Lo & Luc      | Lorenz Häberli und Luc Oggier                                                            |                               | 2009                   |           |
| ? | Luut & Tüütli             | Bandit, Shpoiz, DJ Aldäwaldä                                                             |                               | 2000                   |           |
|   | Makale                    | Casus, Siddet MC, DJ Steel                                                               |                               | 1998                   |           |
| ? | Mediate Souls             | Toni Falzetta und Christoph Wasser                                                       |                               | 2001                   |           |
| ? | Merfen Orange             | Daniel Jakob, Jan Stalder, Kusi K. Kratzer, Matthias Hofer, Daniel Schneider, Dr. Beat W |                               | 1995                   | 2000      |
| ? | Möchtegang                | C.mEE, Chandro, Flap, Bandit, Phumaso & Smack. DJ Stressless. C-Cut, Aldewaldä           |                               | 2013                   |           |
| ? | Nefew                     | Polemikk, PA-Double                                                                      |                               | 2007                   |           |
| ? | Oschtblock Kuabuaba, OBK  | Lou Geniuz, Ali de Bengali, Cigi, Gimma, Liv, Orange, Sir Beni Styles, DJ Freedom        | Hyphen, Damos, DJ Chronex     | 1996                   |           |
| ? | P-27                      | Skelt!, Tron                                                                             | Scen, DJ Radikkal, DJ Drozt   | 1991                   |           |
| ? | Phumaso & Smack           | Phumaso & Smack                                                                          |                               | 2006                   |           |
|   | PVP                       | Krust, Greis, Phantwo, Poul Prügu                                                        |                               | 1998                   |           |
|   | Radio 200000              | Redl, Jet Domani, Sgoing Erlöst, Krasseranz                                              |                               | 2003                   |           |
| ? | Sektion Kuchikäschtli     | Rennie, DJ Stimpee Kutz, Claud. Emanuel Riederer, Flo Schär, Leon Duncan, Reto Suhner    |                               | 1998                   |           |
| ? | Sens Unik                 | Just One, Carlos Leal, Laurent Biollay, Déborah                                          |                               | 1987                   | 2010      |
| ? | TAFS                      | Taz, Aman, Flink                                                                         |                               | 1997                   |           |
| ? | Temple of Speed           | Tinguely dä Chnächt, Skor, E.K.R., Baze, Stereo Luchs, Capo Chris, Big Zis und Sterneis  |                               | 2011                   |           |
| ? | The Ganglords             | Skarra Mucci, Drummie, One Ton, Herbal Q, Nonsi, Stefi Ruesch, Ramses                    |                               | 1988                   |           |
| ? | Underclassmen             | Trig, Kaotic Concrete, Phil Pro, A.L.K., Tray                                            |                               | 1999                   |           |
| ? | Uslender Production       | Baba Uslender, EffE und Ensy                                                             |                               | 2012                   |           |
|   | Wurzel 5                  | Serej, Tiersch, Diens, Link, Baldy Minder                                                |                               | 1997                   |           |
| ? | X-Chaibä                  | Modo, Lego, DJ Bensai und Larry F                                                        |                               | 2002                   |           |